# وينستون كالينغو
وينستون كالينغو ((بالإنجليزية: Winston Kalengo)‏؛ مواليد 29 أغسطس 1985) هو لاعب كرة قدم زامبي يجيد اللعب كمهاجم لصالح نادي زيسكو يونايتد الزامبي.

## روابط خارجية
- وينستون كالينغو على موقع قاعدة بيانات كرة القدم.إي يو (الإنجليزية)
- وينستون كالينغو على موقع ناشيونال فوتبول تيمز (الإنجليزية)
- وينستون كالينغو على موقع Soccerway.com (الإنجليزية)
- وينستون كالينغو على موقع كووورة